# Томас Кобле
Томас Кобле, також Фома Олександрович Кобле(Коблев) (англ. Cobley; біля 1761, Девоншир-Девон, Південна Англія — 13 квітня 1833) — генерал-майор імператорського війська, військовий комендант і градоначальник Одеси при імператорі Олександрі I, предводитель дворянства Одеси і Херсонської губернії.
Брат Генрієти Кобле, дружини адмірала Миколи Семеновича Мордвінова.
Лютеранин. Мав привітний та веселий характер.
Ім'ям Кобле названі селище Коблеве в Миколаївській області, вулиця Коблевська в Одесі, а також виноробня KOBLEVO, оскільки англійський граф Кобле висадив свої перші виноградники на землях біля Тилігульського лиману (сучасне Коблеве), які він отримав за військові заслуги.
Похований на території Коблевської ТГ.  